# Галицький округ
Галицький округ (також крайс, циркул) — адміністративно-територіальна одиниця Королівства Галичини та Володимирії з центром у Галичі. Один з 6-ти циркулів Королівства Галичини та Володимирії після реформи 1773 року. Існував у 1773–1782 роках.

## Коротка історія
3 травня 1773 року придворна канцелярія видала раднику Кочану інструкцію, якого відправили до Галичини здійснити адміністративну реорганізацію краю. В ній, зокрема, вказувалось, що кількість адмінодиниць — округів — має бути не більше семи. 23 липня 1773 губернатор Антон фон Перґен видав циркуляр керівникам новостворюваних адміністративно-територіяльних одиниць.
Наприкінці 1773 року територію Королівства Галичини та Володимирії було поділено на 6 округів (крайсів, циркулів), округи ділилися на 59 дистриктів, кожен з яких мав свій номер.
Галицький округ мав резиденцію керівника у Галичі. Складався з 13-ти дистриктів, центрами, крім Галича, яких були: Жидачів, Монастириська, Буданів, Долина, Тисмениця, Товмач, Снятин, Чортків, Надвірна, Уторопи, Делятин, Косів
Інші округи: Львівський, Белзький (резиденція — Замостя), Самбірський, Велицький, Пльзенський (резиденція — Ряшів).
За іншими даними, 1774 року існували Белзький, Червоноруський, Краківський, Люблінський, Подільський та Сандомирський округи.
1777 року кількість дистриктів було зменшено до 19, а 1782 року було скасовано дворівневу систему поділу — встановлено поділ на 18 циркулів, який після приєднання Буковини, що склала 19-й циркул, залишався практично без змін до 1860-х років.